# Szabó Antal (református lelkész)
Szabó Antal (Losonc,  1915. szeptember 12. – Pozsony, 2004. július 17.) szlovákiai magyar református lelkész, Duray Miklós apósa.

## Életpályája
Pozsony) 1961-1971 között  a lévai gyülekezet lelkésze, esperes, majd püspökhelyettes, tanulmányíró. 1937 és 1976 között református lelkész (Munkács, Csicsó, Garamlök, Léva, Kéty, Újbars, Diósförgepatony); 1976-tól haláláig Pozsonyban élt. 1953–1954-ben a prágai egyetem protestáns teológiai karán a református hallgatóknak tartott előadásokat. Az ő irányításával újították fel a dióspatonyi református templomot. Egyházi lapokban publikált.